# Кран-Монтана
Кран-Монтана (фр. Crans-Montana) — горнолыжный курорт в швейцарском кантоне Вале расположенный к северо-востоку от города Сьон, на склоне Бернских Альп, в долине реки Рона.
Первый санаторий здесь был открыт в 1899 году. Фуникулёром курорт связан с городком Sierre, в Сьон ходят автобусы. Передвигаться здесь можно по многочисленным пешеходным и велосипедным тропам.
Имеются горнолыжные подъёмники и свыше 160 км лыжных трасс.

## Спорт
В 1959 году в Кран-Монтане прошли Зимние сурдолимпийские игры. Здесь проводился чемпионат мира по горнолыжному спорту 1987 года, периодически проводятся другие горнолыжные соревнования. Здесь же в летнее время проводятся крупнейшие европейские турниры по гольфу. В 2008 году здесь прошёл мировой чемпионат по горному бегу.